# Радичевич (село)
Радичевич (серб. Радичевић) — село в Сербії, належить до общини Бечей Південно-Бацького округу в багатоетнічному, автономному краю Воєводина.

## Населення
Населення села становить 2357 осіб (2002, перепис), з них:
- серби — 1166 — 87,53%;
- мадяри — 28 — 2,10%;

Решту жителів  — з десяток різних етносів, зокрема: хорвати, роми, мадяри і з десяток русинів-українців.